# Mercedes-Benz EQC
Mercedes-Benz EQC (N293) — електромобіль (BEV), що виготовляється компанією Mercedes-Benz з 2019 року. Первісток суббренда EQ (запропоновано розуміти як Electric Intelligence) — електричний паркетник Mercedes-Benz EQC 400 4Matic — дебютував на спеціальному заході в Стокгольмі 4 вересня 2018 року. Під буквою E також зашифровані емоції — одна з оголошених цінностей бренду поряд з інтелектуальністю.

## Опис

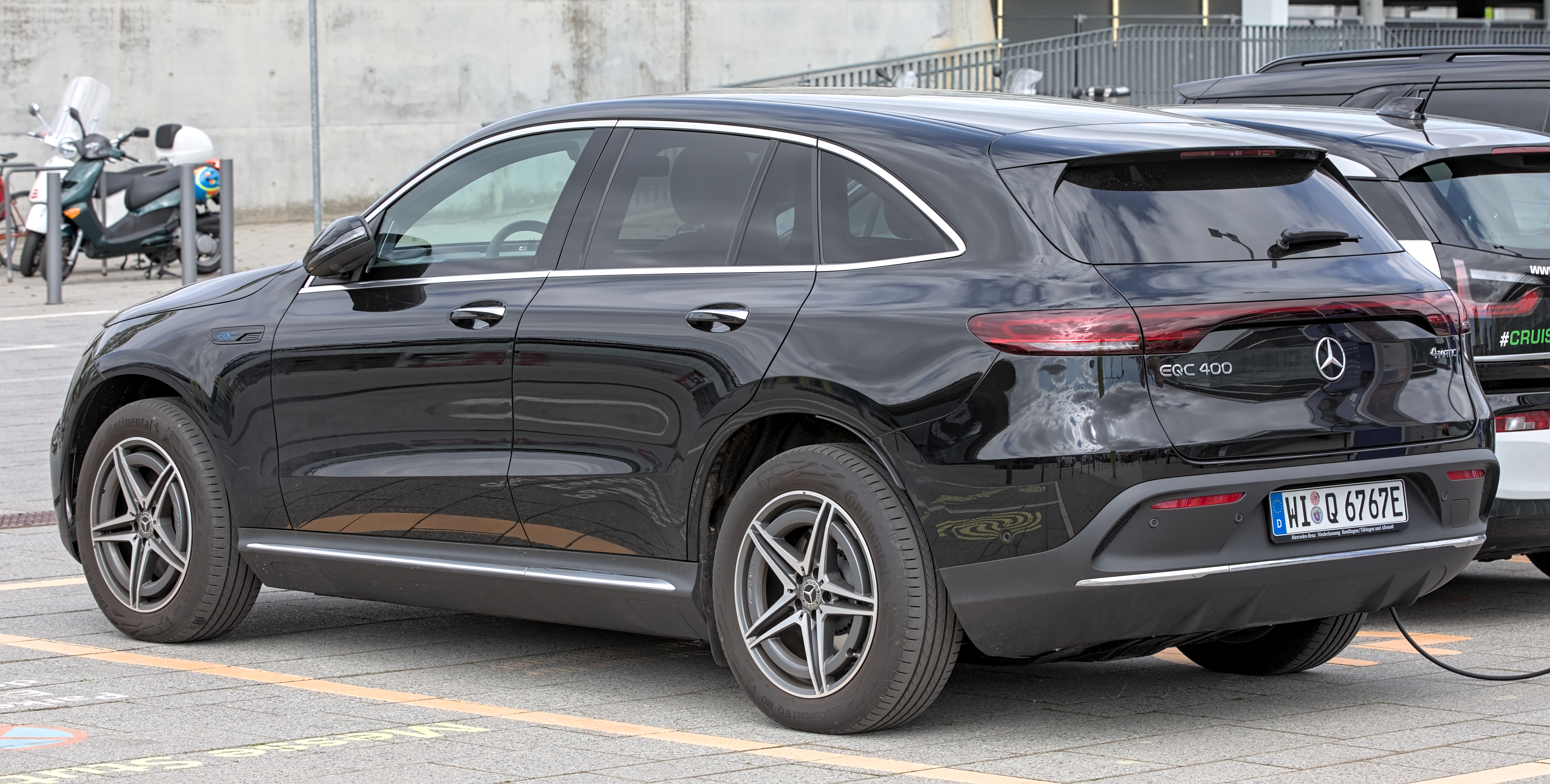
Mercedes-Benz EQC 400 AMG Line 4MATIC

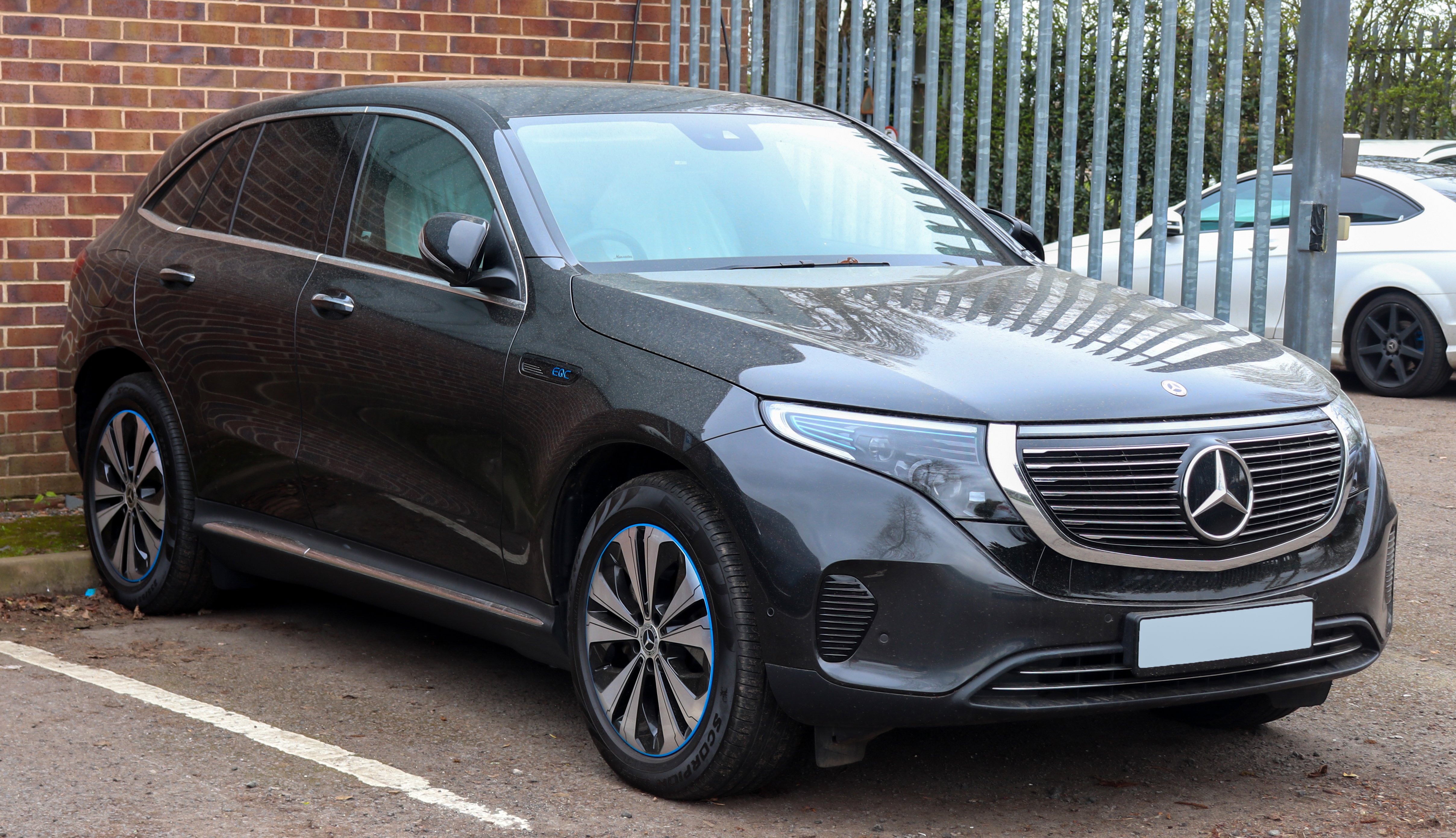
Mercedes-Benz EQC 400 Sport 4MATIC

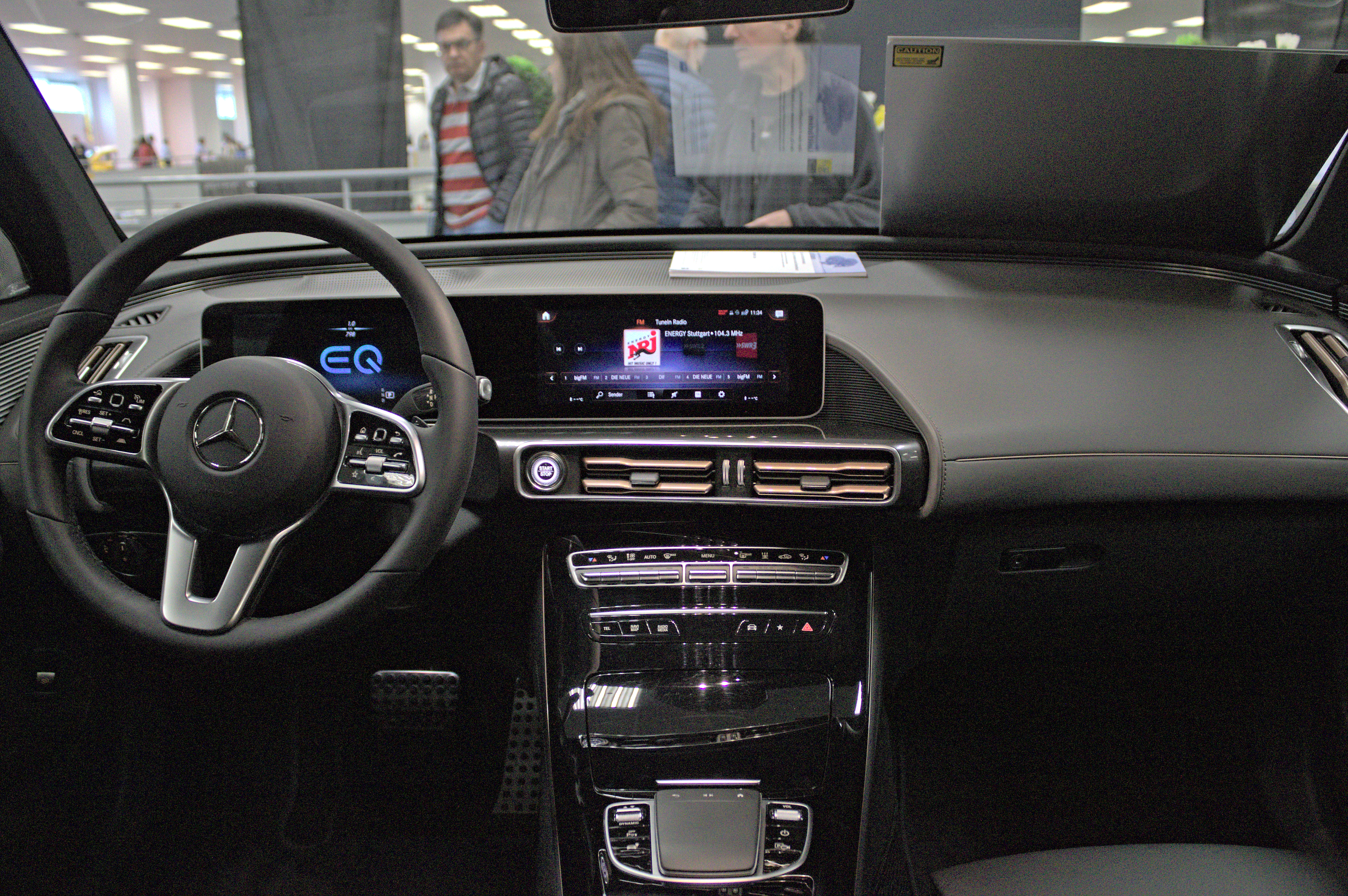
Салон

За розмірами EQC схожий з GLC (електрокар трохи більший) і схожий по обводах. Детальне порівняння показує, що кузова все ж не збігаються, хоча лобове і передні двері близькі.
У 2017 році дебютував шоу-кар Generation EQ. У нього було два електромотори (по одному на кожній осі) із сумарною віддачею в 408 к. с. і 700 Нм. Батарея місткістю 70 кВт·год забезпечить запас ходу 500 км.
У рух серійний кросовер призводять два асинхронних електромотори (по одному на кожній осі) сумарною потужністю 300 кВт (408 к. с.) і з максимальним обертовим моментом в 765 Н·м (на 65 більше, ніж було в концепті). Вони прискорюють автомобіль від 0 до 100 км/год за 5,1 с. Максимальна швидкість обмежена електронікою на рівні 180 км/год. Також вказана максимальна маса причепа на буксирі: 1800 кг. Батарея місткістю 80 кВт·год (на десять вище, ніж в шоу-карі) забезпечує запас ходу більш ніж 450 км по циклу NEDC (цей параметр може бути уточнений ближче до запуску виробництва). Для максимального придушення будь-яких вібрацій силові модулі встановлені за допомогою гумових опор на підрамниках, а ті на своїх гумових опорах вже кріпляться до кузова.
EQC серійно комплектується бортовим зарядним пристроєм з рідинним охолодженням (On-Board-Lader, OBL), потужністю 11 кВт, що дозволить його заряджати від мережі змінного струму – в домашніх умовах і на громадських зарядних станціях. Зарядка від настінного зарядного пристрою Mercedes-Benz здійснюється майже в три рази швидше, ніж від побутової розетки. А ще швидше йде зарядка постійним струмом (у випадку EQC це реалізовано на серійній основі) – наприклад, через CCS (Combined Charging Systems – Комбіновані зарядні системи). Залежно від стану заряду автомобіль EQC на відповідній зарядній станції буде заряджатися з максимальною потужністю до 110 кВт. Час зарядки з 10 до 80% складе в цьому випадку до 40 хвилин. Його роз'єм буде залежати від ринку (CCS в Європі і США, CHAdeMO в Японії і GB/T в Китаї).
У серію електрокар EQC надійшов у 2019 році на заводі Mercedes-Benz в місті Бремен. Тягові акумулятори для EQC випускає недавно розширений власний завод в Каменці. А для ринку Китаю кросовер EQC паралельно буде виробляти СП Beijing Benz Automotive.
Однією з наступних моделей в лінійці EQ буде EQE. Седан середнього розміру із 400 к. с., 700 Н·м обертального моменту та 600 км пробігу від однієї зарядки.

## Модифікації
- Mercedes-Benz EQC 350 4MATIC 286 к. с. 415 Н·м, батарея 80 кВт·год, пробіг 360·км по циклу WLTP (Китай).
- Mercedes-Benz EQC 400 4MATIC 408 к. с. 765 Н·м, батарея 80 кВт·год, пробіг 429—454·км по циклу WLTP.

## Продаж
| Рік  | Європа | Китай |
| ---- | ------ | ----- |
| 2019 | 1.432  | 258   |
| 2020 | 14.645 | 3.863 |
| 2021 | 18.233 | 6.098 |
| 2022 | 17.223 | 3.427 |